# Kettinge
Kettinge er en by på det sydøstlige Lolland med 519 indbyggere  (2024), beliggende 4 km nord for Nysted, 18 km øst for Holeby og 14 km sydvest for kommunesædet Nykøbing Falster. Byen hører til Guldborgsund Kommune og ligger i Region Sjælland.
Kettinge hører til Kettinge Sogn. Kettinge Kirke ligger i byen. Kettinge er vokset sammen med Rågelunde mod nord og Søby mod syd. Og byen er tæt på at vokse sammen med Frejlev mod øst og Grønnegade mod vest, idet der kun er godt 200 m åbent land mellem de tre bebyggelser. På de åbne stykker er der alléer, kantet af pæretræer.

## Etymologi
Navnet er dannet af ordet kat og endelsen inge, og betyder "stedet med kattene". Af endelsen -inge samt omlyden kan man udlede, at byen sandsynligvis stammer fra Jernalderen (før år 1000).

## Historie
Kettinge landsby bestod i 1682 af 21 gårde. Det samlede dyrkede areal udgjorde 458,7 tønder land skyldsat til 108,98 tønder hartkorn. Dyrkningsformen var firevangsbrug.

### Landsby
Kettinge havde vindmølle midt i 1800-tallet. Den nuværende Kettinge Mølle erstattede den gamle stubmølle i 1891 og var i drift til 1944. Den er renoveret og fik sine vinger tilbage i 2012. Møllen er åben hver torsdag eftermiddag om sommeren. På en græsplæne ved siden af møllen har byens "bylav" anlagt et "tingsted".
Allerede i 1855 blev der i sognet etableret et bibliotek (en sognebogssamling), fordelt på nogle af sognets skoler.
I 1899 blev Kettinge og Rågelunde beskrevet således: "Kjettinge, ved Landevejen, med Kirke, Præstegd., Hospital (stiftet 1845 af Grev C. Chr. Raben, nu benyttet som Fattighus, for 24 Lemmer) og Mølle...Raagelunde med Skole"

### Stationsby
Kettinge fik fra starten billetsalgssted på Stubbekøbing-Nykøbing-Nysted Banens strækning Nykøbing-Nysted (1910-1966), men standsningsstedet blev allerede i 1913 opgraderet til station med krydsningsspor og stationsbygning i samme stil som banens øvrige mellemstationer, tegnet af arkitekt H.C. Glahn. Stationsbygningen er bevaret på Sporet 6.
I starten af 1900-tallet fik byen alderdomshjem, elektricitetsværk, teglværket Klokkemosen, brugsforening og savværk. I 1937 blev der oprettet vandværk.

## Uddannelse
I 1722 blev der i Rågelunde bygget en af Frederik 4.'s rytterskoler. Den var i funktion til 1914, hvor en ny skole blev opført i Kettinge ved siden af stationen. I 1962 blev den og skolerne i Grønnegade og Frejlev erstattet af en centralskole, som blev nedlagt i 2001. Da Kettinge Skole blev nedlagt, blev der i det tidligere savværk oprettet en friskole, som siden også er lukket.

## Erhverv
Kettinge har Min Købmand og OK tankstation. Kettinge Forsamlingshus & Diner Transportable har 3 festlokaler, der er renoveret i 2012 og i alt kan rumme 150 personer, men de udlejes ikke uden kok.
Nysted Biogas A.m.b.a. i Kettinge startede driften i 1998. Ejerkredsen bestod oprindeligt af 24 lokale landmænd, men senere overtog Guldborgsund Kommune ejerskabet. I 2014 gik selskabet konkurs, og anlægget blev købt af Bigadan, som driver det videre under navnet Nysted Bioenergi ApS. Af husdyrgødning og industrielt madaffald produceres 4,9 millioner m³ gas pr. år, som udnyttes til elektricitet og fjernvarme i Kettinge og Nysted.

### Grusgrave
I byen og dens omegn findes geologiske formationer med rige grusaflejringer fra Istiden. De har været udnyttet, bl.a. i en nu nedlagt betonvarefabrik. Nogle af grusgravene danner nu rammen om et parkanlæg i byen. Den kunstige bakke Troelshøj i grusgraven bag det gamle savværk er med sine 31,79 m o.h. Lollands højeste punkt. Ved landsbyen Lågerup lidt vest for Kettinge ligger motocrossbanen Lågerupbanen, også anlagt i en grusgrav. Lolland Falsters Hestesportscenter, der blev oprettet i 2009 i den tidligere betonvarefabrik og er hjemsted for to rideklubber, har også udnyttet en grusgrav ved at anlægge ridestier i den med 20 terrænspring på 60-100 cm.

## Kultur
Kettinge Hallen, der er en del af Nysted Sportscenter, har en indendørs bane på 20 x 40 meter med scoringsanlæg og musikanlæg samt et motionscenter. Ved hallen ligger friluftsbadet Kettingebadet, der blev indviet i 1980 og renoveret i 2006.

### Kettinge Fritidscenter
Kettinge Fritidscenter er indrettet i de bygninger, der rummede Kettinge Skole frem til efteråret 2001.
Den daværende Nysted Kommune valgte i løbet af 1990'erne først at lukke Krumsøskolen og dernæst Kettinge Skole. I stedet blev Brydebjergskolen moderniseret og sat i stand, mens Nysted Skole blev udvidet til mere end det dobbelte. I samme proces blev Kettige Skole omdannet til fritidscenter. En del af skolen blev revet ned, mens resten blev renoveret og ombygget, så den nu kan bruges af forskellige foreninger og institutioner.
Bl.a. har den lokale afdeling af musikskolen lokaler der, den kommunale dagpleje har samlingsted og legelokaler. Derudover har Frejlevarkivet og FDF ligeledes til huse her. Der er mødelokaler og en sal, der kan bruges til både samlinger og gymnastik og det tidligere skolekøkken, der ved skolens nedlæggelse var næsten nyt, er også stadig brugbart.

## Galleri
- Hallen
- Svømmebadet
- Kettinge Skole
- Kettinge Station